# Verschollenheitsgesetz
Das Verschollenheitsgesetz ist ein vorkonstitutionelles deutsches Bundesgesetz, das ursprünglich am 4. Juli 1939 ausgefertigt wurde.
Es regelt den Fall, dass ein Mensch verschollen, im Besonderen auch vermisst ist. Im Abschnitt I des Gesetzes werden die Voraussetzungen der Todeserklärung sowie Lebens- und Todesvermutungen erfasst. In den folgenden Abschnitten II bis IV wird das Verfahren geregelt.
Bis zum Inkrafttreten des Verschollenheitsgesetzes wurden die Verschollenheit und die Todeserklärung von Personen in den §§ 13–20 BGB geregelt. 
Im österreichischen Recht entspricht dem Verschollenheitsgesetz das Todeserklärungsgesetz (TEG).